# 手抄新闻
手抄新闻是盛行于14世纪至17世纪欧洲的一种初级新闻传播媒体，也是今日印刷媒介（报纸、杂志）的雏形。
手抄新闻最早在意大利的威尼斯出现并兴起。由于意大利处于与近东贸易有利的地理位置上，在14－15世纪意大利成为欧洲资本主义经济最发达的地区。世界各地的政客、商人对了解威尼斯的情况有强烈的需求，这就促使威尼斯逐步产生了一批以供应新闻谋生的人。这些人自己收集新闻，自己抄写，自己发行。这些新闻大多是手抄的，因此被成为“手抄新闻”。
手抄新闻是公开发行的。发行的方式包括：
- 张贴在公共场所，用绳子或栏杆围起来，凡走近阅读的人须付一枚小铜元。
- 张贴在屋内的墙上，进屋的阅读者同样收取一个铜元。这种屋子被称为“新闻房”。
- 手抄多份，沿街叫卖、兜售。
- 接受加工订货，谁需要什么新闻，这些从业者就代为打听，收费也较高。
- 定期寄给订阅者。

现存的手抄新闻文本共两本，收藏在梵蒂冈图书馆中，都是当时威尼斯一位银行家收集的，大致年代在1554年至1586年间。
随着资本主义商品经济的发展从意大利向西欧其他国家扩及，手抄新闻这种信息传播方式也很快从威尼斯向其他地区流行开来。罗马、巴黎、里斯本、里昂、布鲁塞尔、伦敦等地都有手抄新闻发行。17世纪初这种传播方式达到高潮，17世纪末逐渐消亡。
手抄新闻集编、写、发行于一人，这些人是名副其实的个体劳动者，也是世界上第一批真正靠新闻维生的职业新闻工作者。